# Рауль, Дидье
Дидье Рауль (фр. Didier Raoult; 13 марта 1952, Дакар, заморский департамент Франции Сенегал) — французский врач-инфекционист и микробиолог. Он и его команда обнаружили более шестидесяти новых видов вирусов, в частности Мимивирус («Mimivirus»). Он является одним из 99 самых цитируемых микробиологов в мире и одним из 73 самых высокооплачиваемых французских ученых. Является основным мировым специалистом по лихорадке Ку и болезни Виппла. Он также входит в список 400 самых цитируемых биомедицинских авторов в мире.

## Биография
Дидье Рауль родился 13 марта 1952 в Дакаре, Сенегал. Отец был военным врачом, мать медсестрой. В 1961 году с родителями переехал в Марсель. В 1970 году он поступил на службу на корабле. Женат с 1982 года на Наташе Кейн, по профессии психиатр. У них двое детей. Учился в медицинской школе. Окончил ординатуру и получил степень доктора. Некоторое время работал врачом на Таити. В это время он стал специализироваться в области инфекционных заболеваний. Затем он работал в США. Изобрел способ культивирования риккетсий для исследований. В 1983 году основал инфекционную лабораторию в больнице Hôpital de la Timone в Марселе. В его лаборатории работает более 200 человек, в том числе 86 ученых и врачей, которые публикуют в среднем 325 статей в год и подали свыше 50 патентов.
Добился получения гранта на строительство помещения Institut Hospitalo Universitaire Méditerranée Infection в Марселе (73 млн евро). Институт открылся в начале 2017 года. Занимается изучением инфекционных заболеваний, осуществляет диагностику, исследовательскую и преподавательскую деятельность.

## Основные открытия
Команда профессора Рауля первой обнаружила вирусы исполинских размеров. В 2003 году Рауль был соавтором открытия мимивируса. К группе гигантских вирусов также относятся «Marseillevirus» и «Faustoviruses», которые открыты Раулем.
С 1990-х годов Рауль и его команда открыли и описали около 96 новых патогенных бактерий и изучили их последствия для человека. Две бактерии были названы в его честь: «Raoultella planticola» и «Rickettsia raoultii».
Внёс значительный вклад в изучении риккетсий. Научился культивировать риккетсии. Определил, что они передаются вшами, блохами и клещами, а некоторые виды комарами. Его команда была первой, которая определила роль бактерии «Bartonella» в развитии эндокардита. Разработал действенные способы диагностики и лечения лихорадки Ку. В его лаборатории впервые в мире выделили и культивировали бактерию «Tropheryma whipplei», которая является возбудителем болезни Виппла. Провел исследования, которые позволили создать новые эффективные методы лечения болезни Виппла.
Его лаборатория работает в отрасли палеомикробиологии. Его команда разработала оригинальную методику экстракции ДНК из пульпы зуба людей, которые давно умерли, по которой они определили, что причиной эпидемии чумы в Марселе в XVIII веке, была также бактерия «Yersinia pestis», которая стала причиной эпидемии и в XIV веке. Команда Дидье Рауля также показала, что чума Юстиниана также была связана с «Yersinia pestis». Эти методы также позволили открыть причины гибели солдат армии Наполеона, во время отступления из России, после исследования массовых захоронений, обнаруженных в Вильнюсе.
С 1999 года его лаборатория секвенировала 24 генома бактерий.